# 聖体の祝日

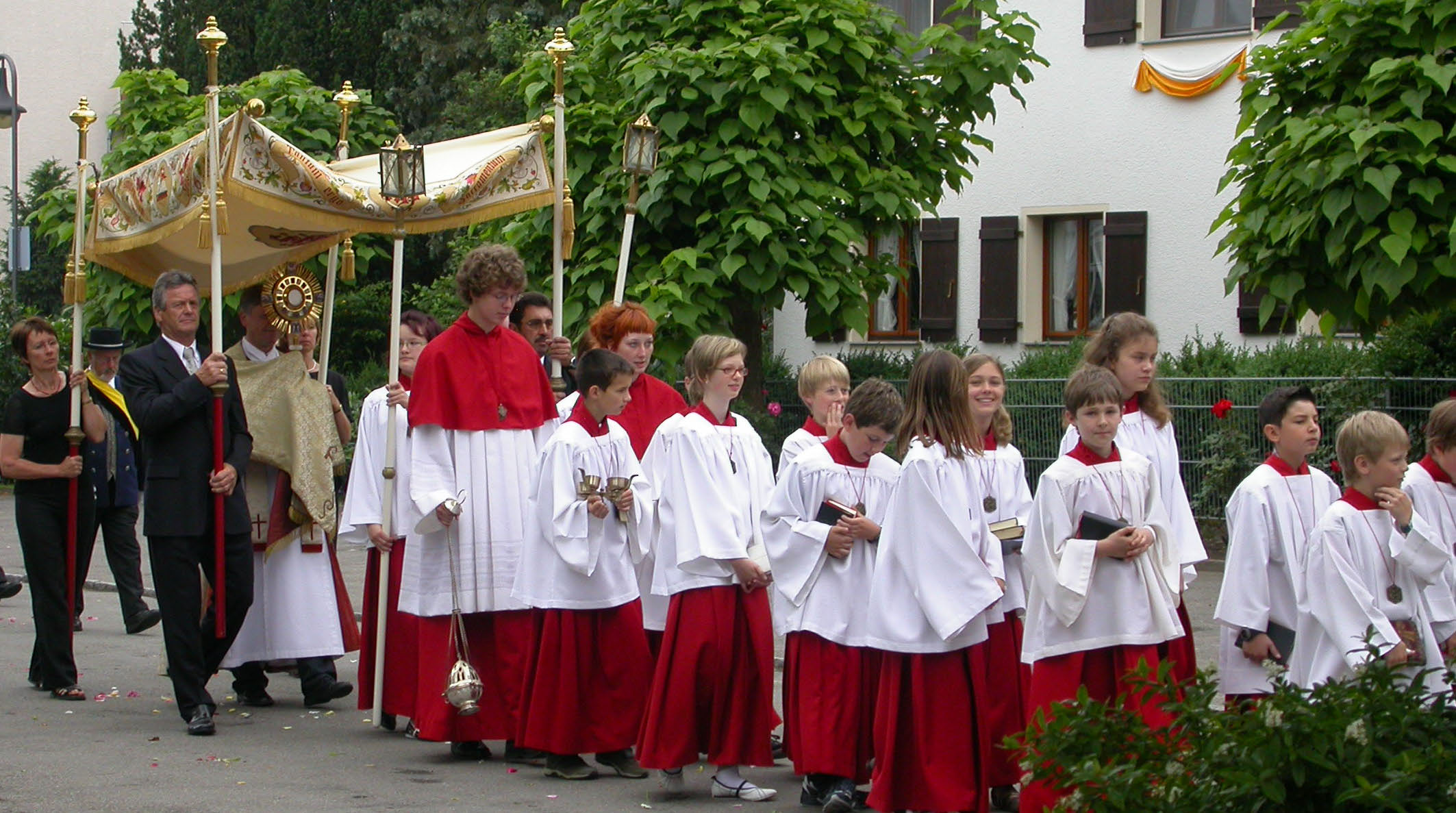
聖体の行列（ドイツ・メケンボイレン、Meckenbeuren）

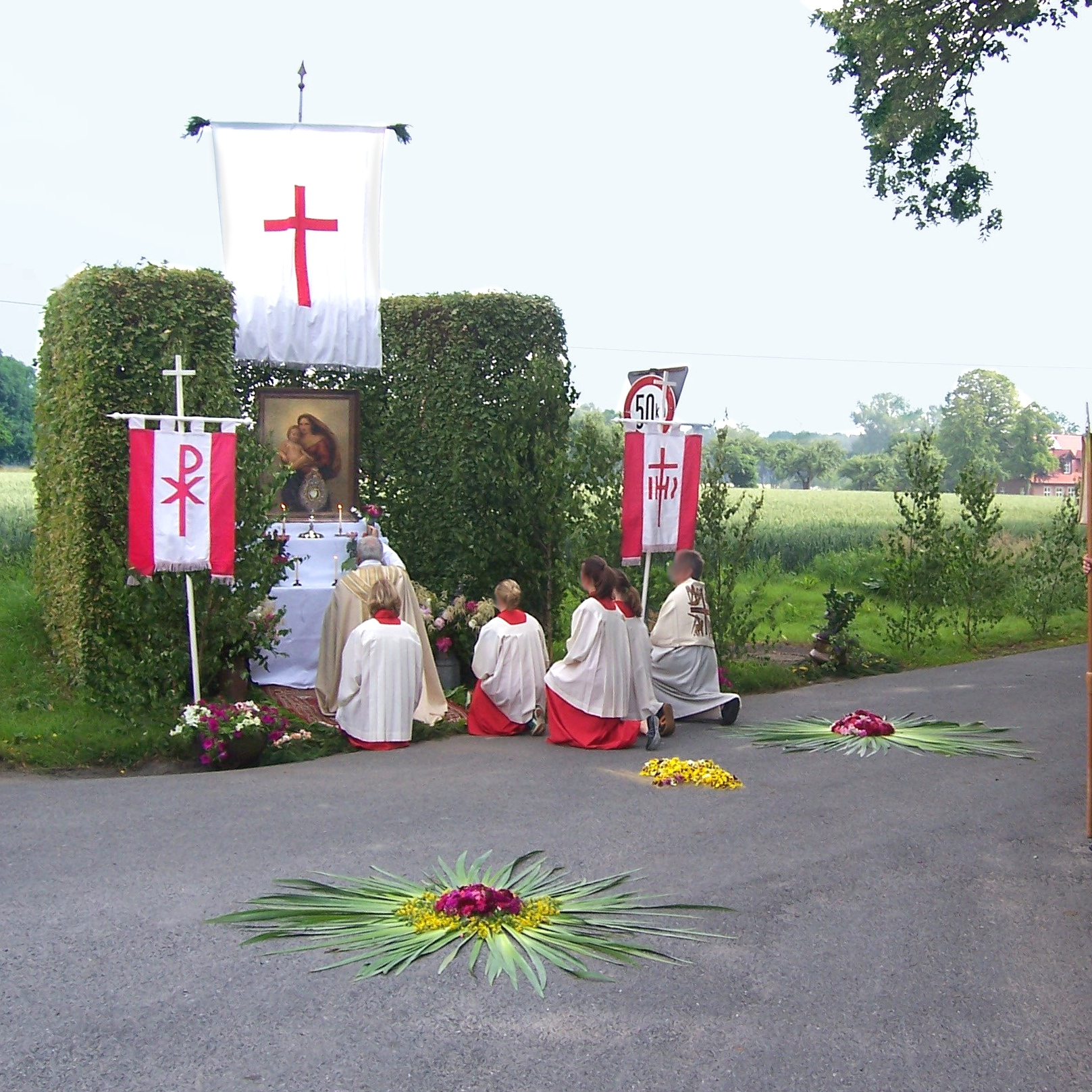
聖体の祝日 祝福の祭壇（ドイツ・ミュンスター地方、Münsterland）

聖体の祝日（せいたいのしゅくじつ、ラテン語: Corpus Christi）あるいは聖体祭は、西方カトリックの祝日である。また若干の英国国教会や一部のルーテル教会、リベラル・カトリック教会などでも祝われる。これは聖体をあがめる祝日であって、イエスの人生での特定の出来事を祝うものではない。この木曜の祝日は、最後の晩餐における聖体の秘蹟と結び付けられている。この祝日は、三位一体の主日の後の木曜日に、または、一部で日曜日に持たれる。現在のカトリック教会典礼では、この祝日は至聖なるキリストの体と血の儀式とされている。
多くの英語圏の国では聖体の祝日は、カトリックでも英国国教会派でも、三位一体の主日の後の日曜日へ移されている。ミサ終了後、聖体の行列（しばしば屋外）を行うのが慣例で、そして聖体の祝福が続く。

## 日付
移動祝祭日である聖体の祝日は、三位一体の主日の後の木曜日に、また国によってはその後の日曜日に祝われる。
最も早い場合、木曜日の祝日は、5月21日（1818年と2285年の場合のように）、最も遅い場合6月24日（1943年と2038年の場合のように）にあたる。日曜日の祝日は、3日後にあたる。
2022年までの木曜日の日付は、以下の通り。
- 2010年6月3日
- 2011年6月23日
- 2012年6月7日
- 2013年5月30日
- 2014年6月19日
- 2015年6月4日
- 2016年5月26日
- 2017年6月15日
- 2018年5月31日
- 2019年6月20日
- 2020年6月11日
- 2021年6月3日
- 2022年6月16日

聖体の祝日は、オーストリア、ブラジル、ボリビア、コロンビア、クロアチア、ドミニカ共和国、東ティモール、リヒテンシュタイン、パナマ、ポーランド、ドイツの一部、ポルトガル、サンマリノ、スペインとスイスの一部、グレナダ、セントルシアとトリニダード・トバゴなどを含む伝統的にカトリックである国の公式の祝日である。